# Ochthebius dentifer
Ochthebius dentifer är en skalbaggsart som beskrevs av Claudius Rey 1885. Ochthebius dentifer ingår i släktet Ochthebius och familjen vattenbrynsbaggar. Inga underarter finns listade i Catalogue of Life.